# Dějiny poštovních známek a poštovnictví v Kostarice

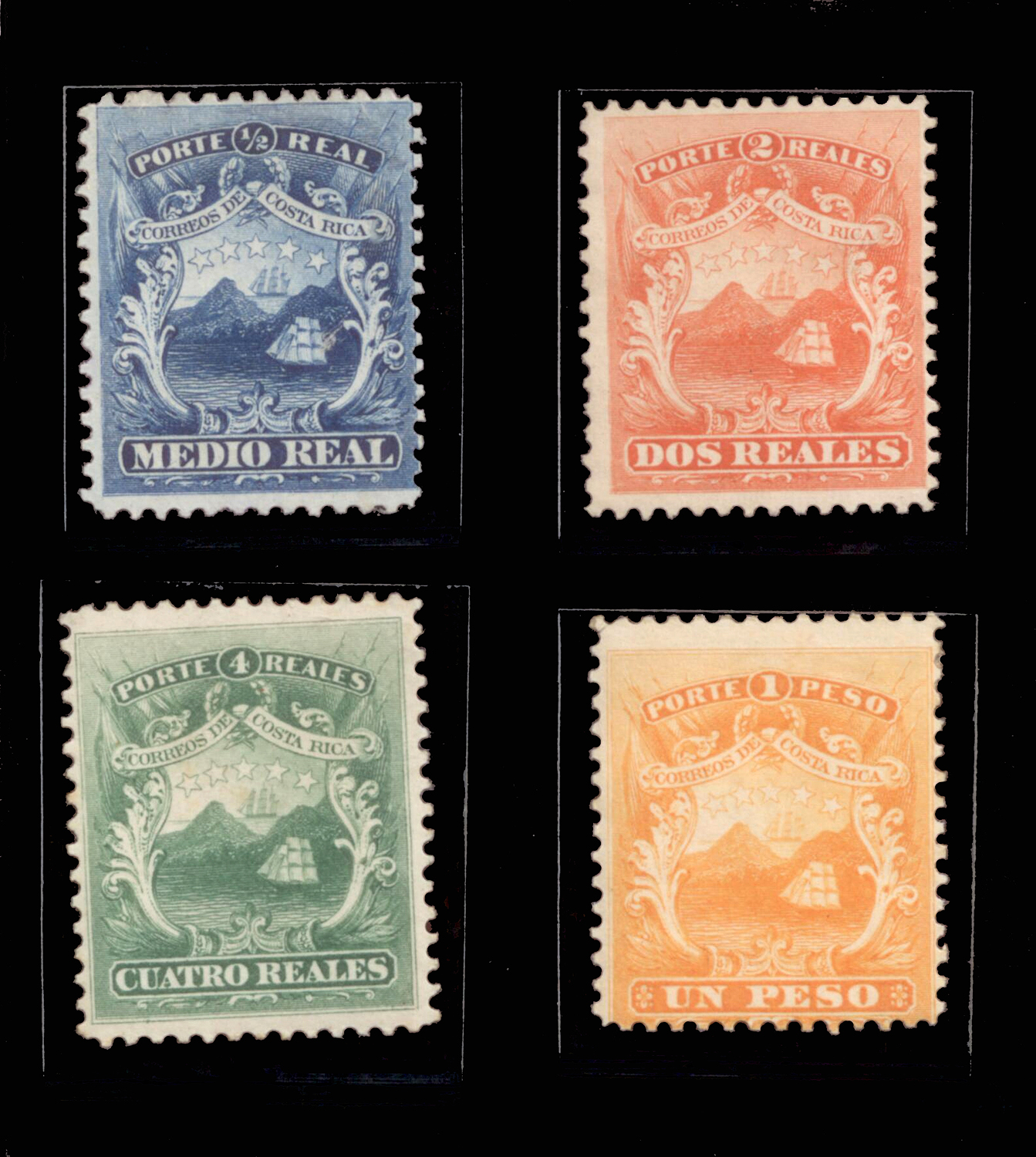
Série čtyř prvních poštovních známek vydaných v Kostarice v roce 1863

Dějiny poštovních známek a poštovnictví v Kostarice zahrnuje předznámkovou fázi vývoje poštovních služeb v tomto státě a období po zavedení poštovních známek, jež byly zavedeny v roce 1863. Od roku 1883 je Kostarika členem Světové poštovní unie. Poštovní služby v této zemi poskytuje společnost Correos de Costa Rica.

## Historie
Historie poštovnictví v Kostarice sahá do doby španělské nadvlády. Nejdříve byly poštovní služby poskytovány na obchodních trasách v pobřežních oblastech země. Podle dochovaných poštovních známek se v letech 1800 až 1821 pošty nacházely v pěti osadách: Alajuela, Cartago, San José, Villa Nueva a Villa Vieja.

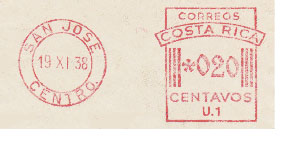
První frankotyp v Kostarice, 1938

V roce 1821 po vyhlášení nezávislosti na Španělsku se Kostarika stala součástí Federativní republiky Střední Ameriky a v roce 1838 nezávislým státem. Tyto změny znamenaly novou etapu pro vývoj poštovních služeb v zemi. Zejména v Ústavě Federativní republiky Střední Ameriky z roku 1824 existovalo ustanovení o zřízení státního úřadu, jenž stanovoval že Zákonodárné shromáždění Kostariky má budovat silnice a zabezpečovat přepravu pošty. Dne 10. prosince 1839 nařízení vlády zavedlo první poštovní pravidla a zřídilo Národní poštovní službu (španělsky Servicio Nacional de Correos).
V roce 1863 se Kostarika zúčastnila mezinárodního poštovního kongresu v Paříži a stala se tak jedinou latinskoamerickou zemí, jež měla na této akci zastoupení. Dne 1. ledna 1883 se Kostarika připojila k Světové poštovní unii. Za vlády Jesúse Jiméneze Zamory byla dne 23. března 1868 podepsána smlouva mezi ministrem pro místní rozvoj a Lymanem Reynoldem o navázání telegrafické komunikace v Cartagu, San José, Herediy, Alajuele a Puntarenasu. V roce 1970 telegrafní komunikace založená na Morseově kódu ukončila provoz a byla nahrazena dálnopisnou komunikací.

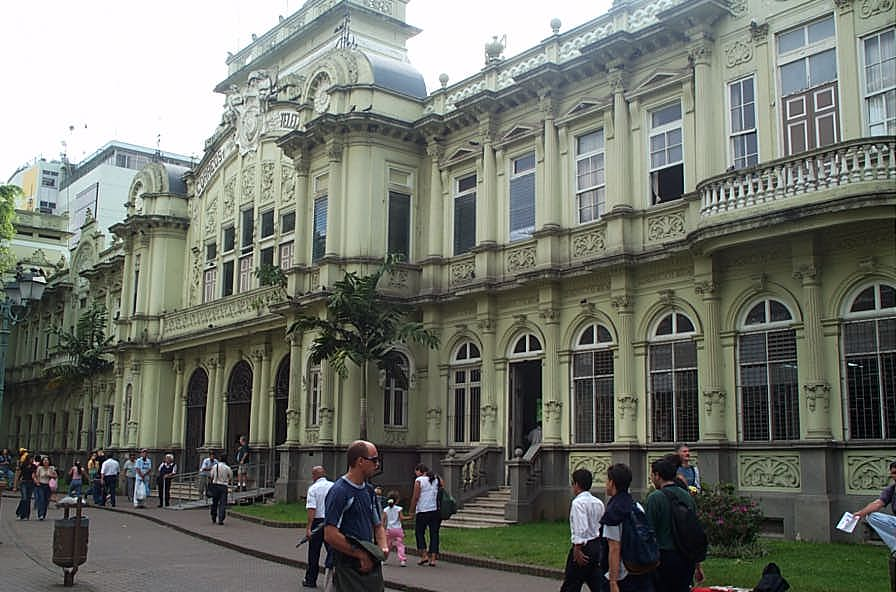
Budova pošty v San José

V roce 1912 se Kostarika stala členem Poštovní unie amerických států, Španělska a Portugalska. Dne 1. října 1937 Španělsko představilo americko-španělský kupón s mezinárodní odpovědí. Byl distribuován v zemích této poštovní unie, včetně Kostariky, do 29. února 1956.
V roce 1917 byla anglickou stavební společností English Construction C. O. Ltda. postavena budova pošty v centru San José. Dne 14. října 1980 byla tato budova vyhlášena historickou památkou. V budově se nachází Poštovní, telegrafické a filatelistické muzeum Kostariky (španělsky Museo Postal, Telegráfico y Filatélico de Costa Rica).
Zákonem č. 7768 ze dne 24. dubna 1988 se pošta transformovala na veřejnou obchodní společnost s názvem Correos de Costa Rica. Společnost je nezávislá na ústřední vládě. Organizačně je podřízena Úřadu pro regulaci veřejných služeb (španělsky Autoridad Reguladora de Servicios Públicos).

## Emise poštovních známek
Kostarika vydává své vlastní poštovní známky od roku 1863. První kostarické známky vytiskla společnost American Banknote Corporation. Ve filatelistickém prostředí jsou známy jako Real, protože jejich hodnota byla udávána v kostarických realech a pesos. První série sestávala ze čtyř známek různých barev s následující hodnotou vyznačenou na známkách: Medio real (1/2 realu, modrá barva), Dos reales (2 realy, červená barva), Cuatro reales (4 realy, zelená barva) a Un peso (1 peso, oranžová barva).

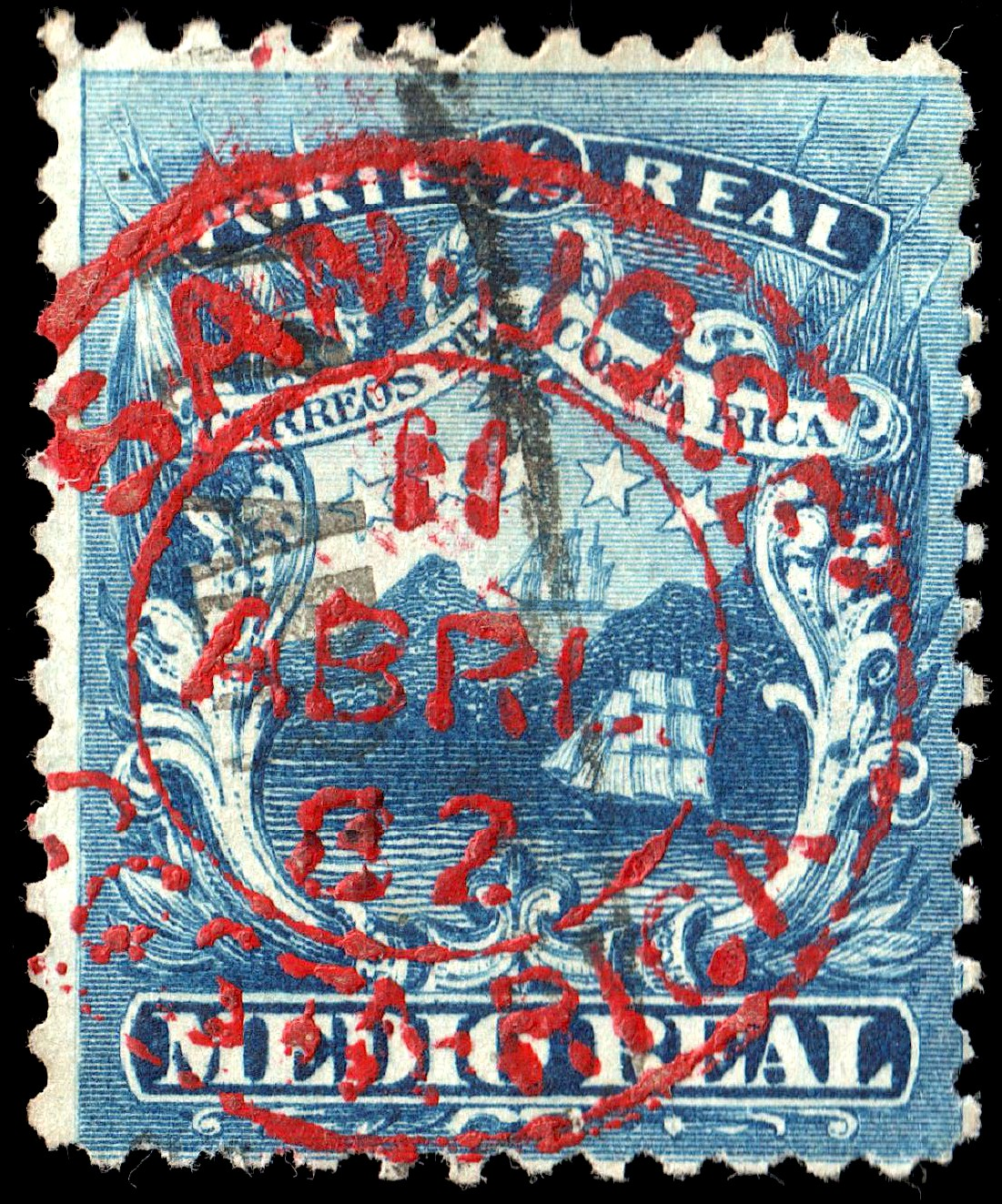
Medio real
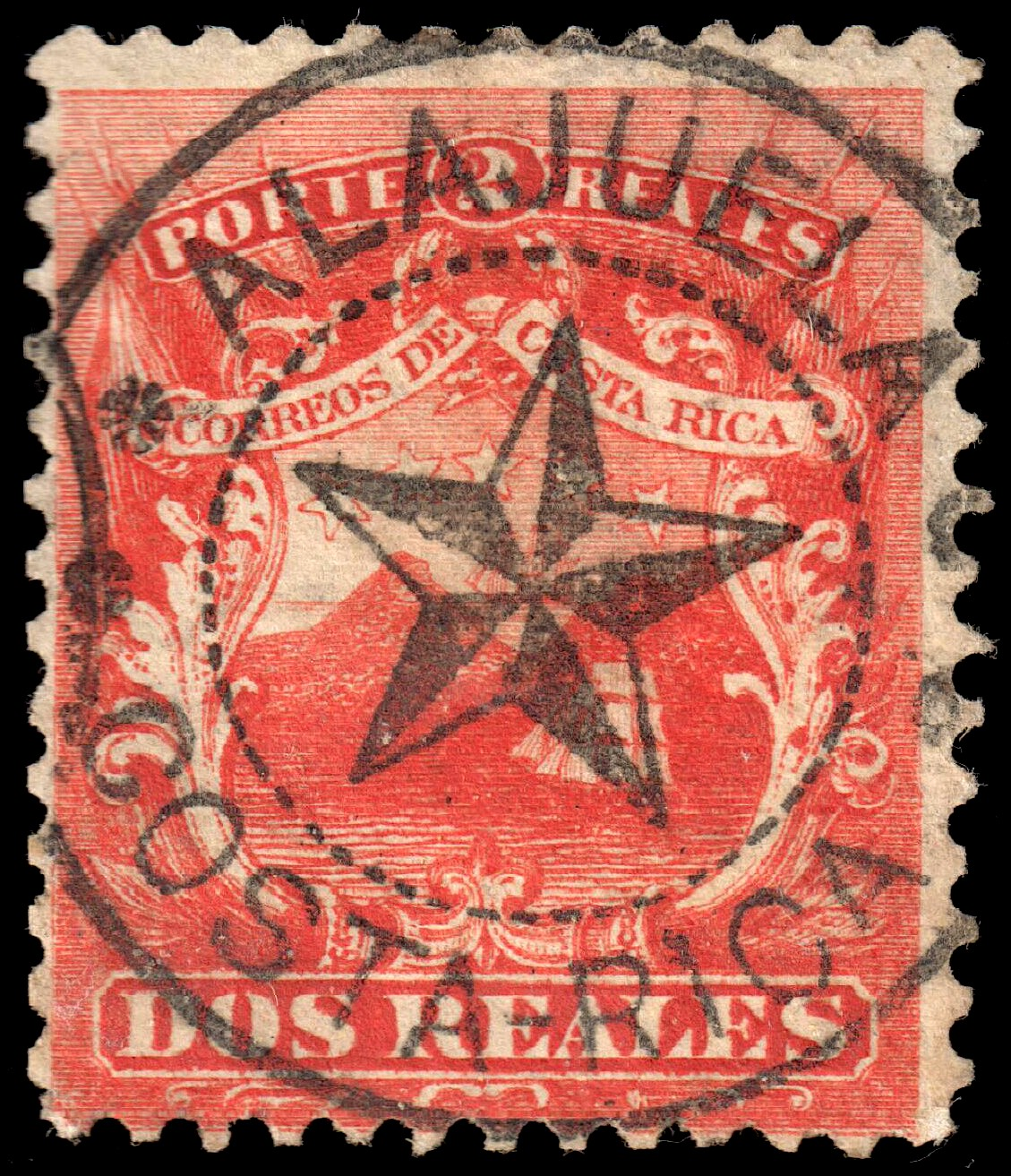
Dos reales
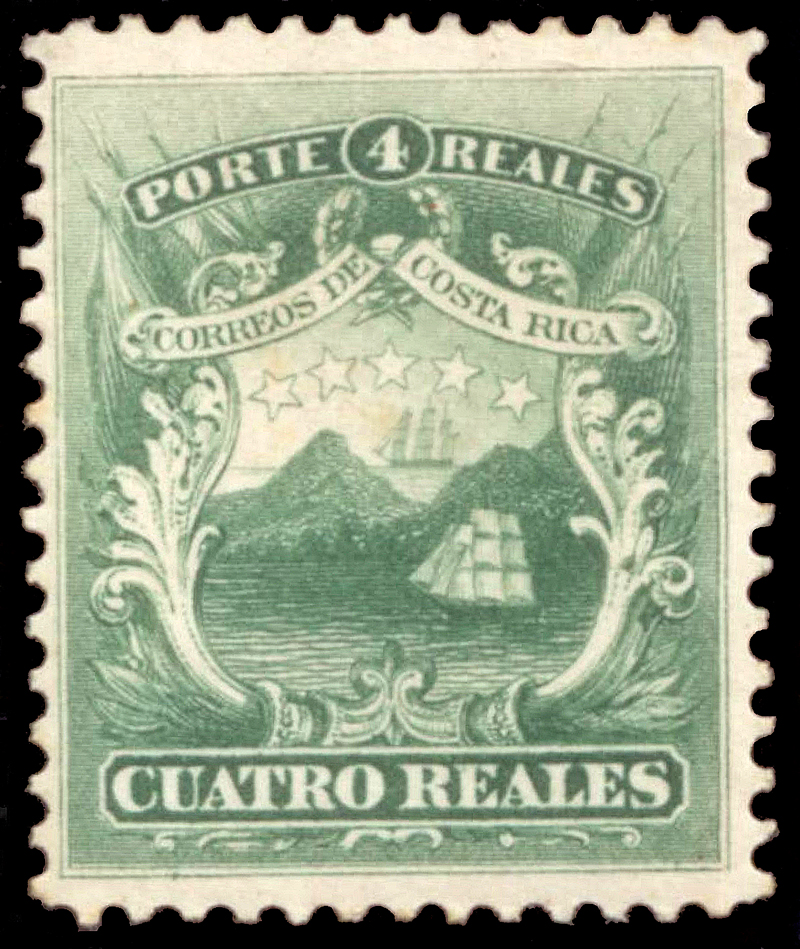
Cuatro reales
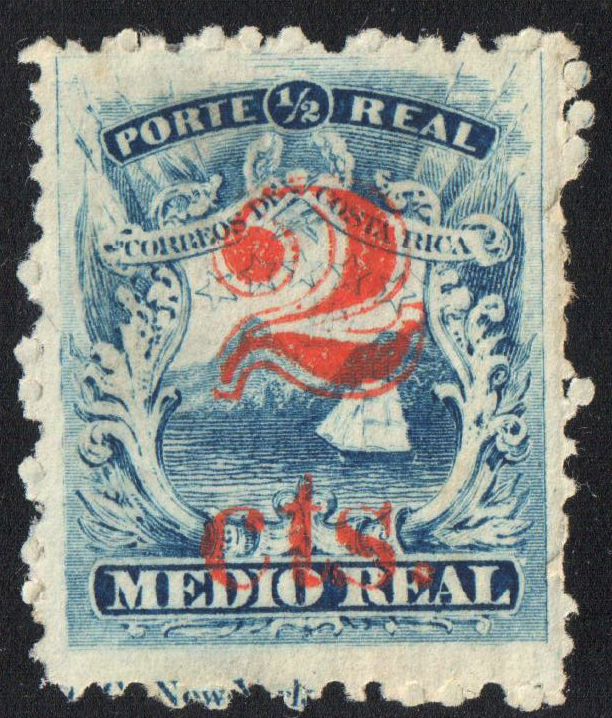
První edice známek s přetiskem 2 cts.

### Počátek pravidelných emisí

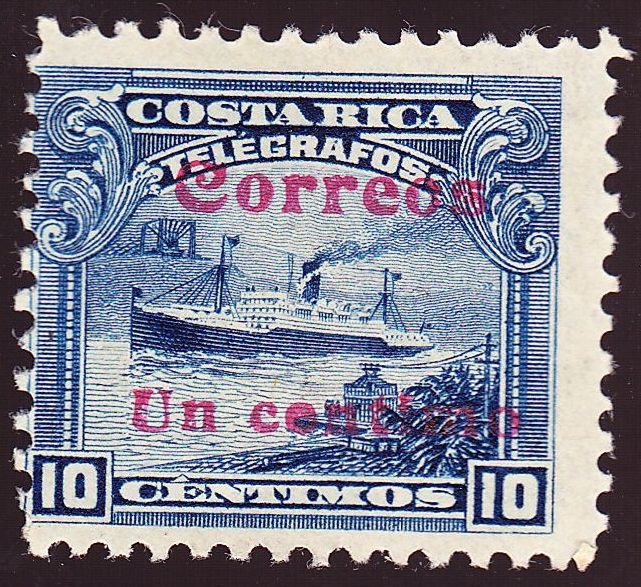
Přetisk na telegrafní známce

Kostarika začala pravidelně vydávat poštovní známky v roce 1881. Poté, co se v roce 1881 změnila státní měna z realů na peso a centavo, byly na první sérii známek dotištěny nové nominální hodnoty pro poštovní oběh.
První vydání poštovních známek v nové měnové jednotce, colónu, bylo provedeno v roce 1900 a do oběhu se dostalo v roce 1901. Tato série obsahovala deset poštovních známek v hodnotách od jednoho céntima po 10 colónů. Colón byl zaveden v roce 1896, ale poštovní známky s nominální hodnotou ve staré měně zůstaly v oběhu ještě několik let po roce 1901.
V letech 1911 až 1912 byly některé telegrafní známky na Kostarice přetištěny na poštovní známky s novou nominální hodnotou. V roce 1921 byly vydány první kostarické pamětní známky.

## Další typy poštovních známek
V letech 1883 až 1937 byly v zemi vydávány služební známky. V letech 1903 až 1915 byly vydávány kostarické doplatky. Nápis na těchto známkách zněl Multa. Od roku 1958 se v zemi používaly poštovní a daňové známky.
Pro potřeby rychlého doručení korespondence byly v Kostarice vydávány expresní (naléhavé) známky. První takové známky se v oběhu objevily v roce 1972 a byly opatřeny nápisem Entrega inmediata.
Dne 28. července 1889 byly vydány poštovní známky, kterými byly pro poštovní účely přetištěné fiskální známky Kostariky.

### Letecká pošta
První letecké známky byly v Kostarice vydány v roce 1926. Letecké známky byly vytištěny či přetištěny se slovy Correo aéreo.

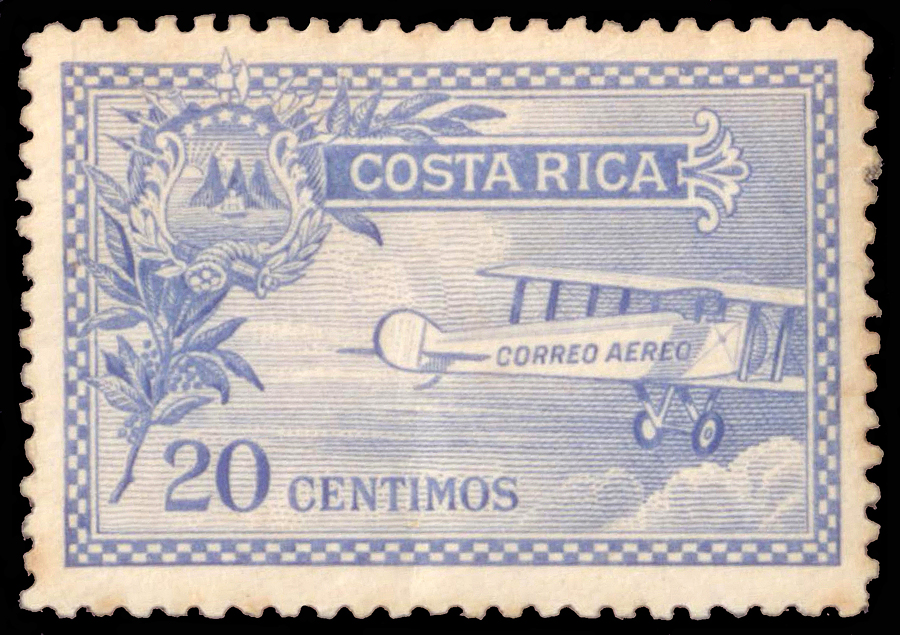
První kostarická letecká známka, 1926
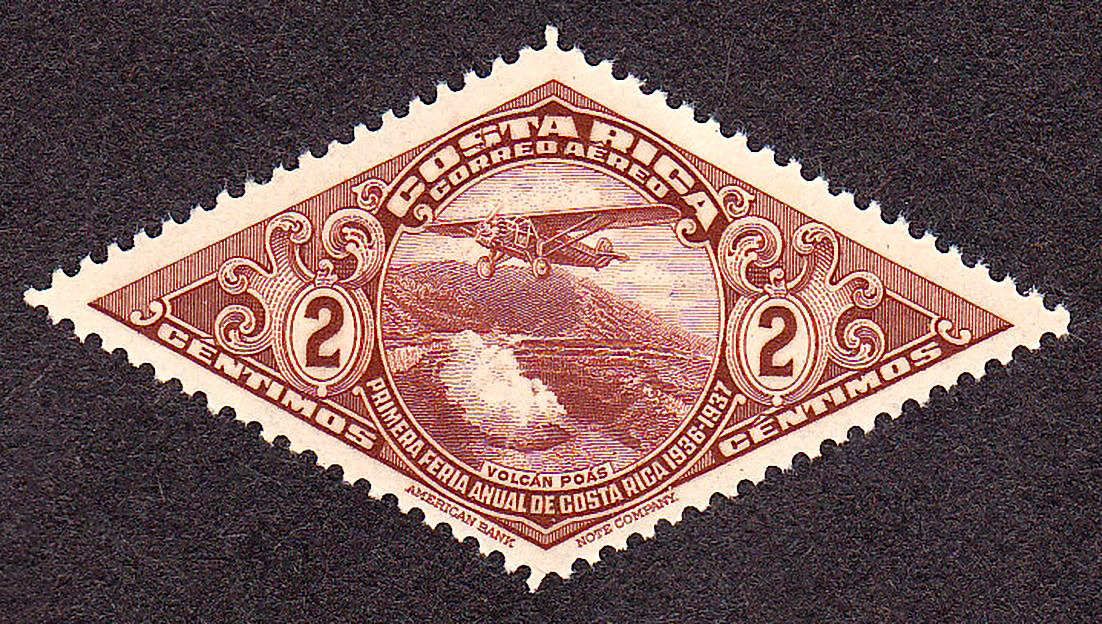
Letecká známka ve tvaru kosočtverce z roku 1937
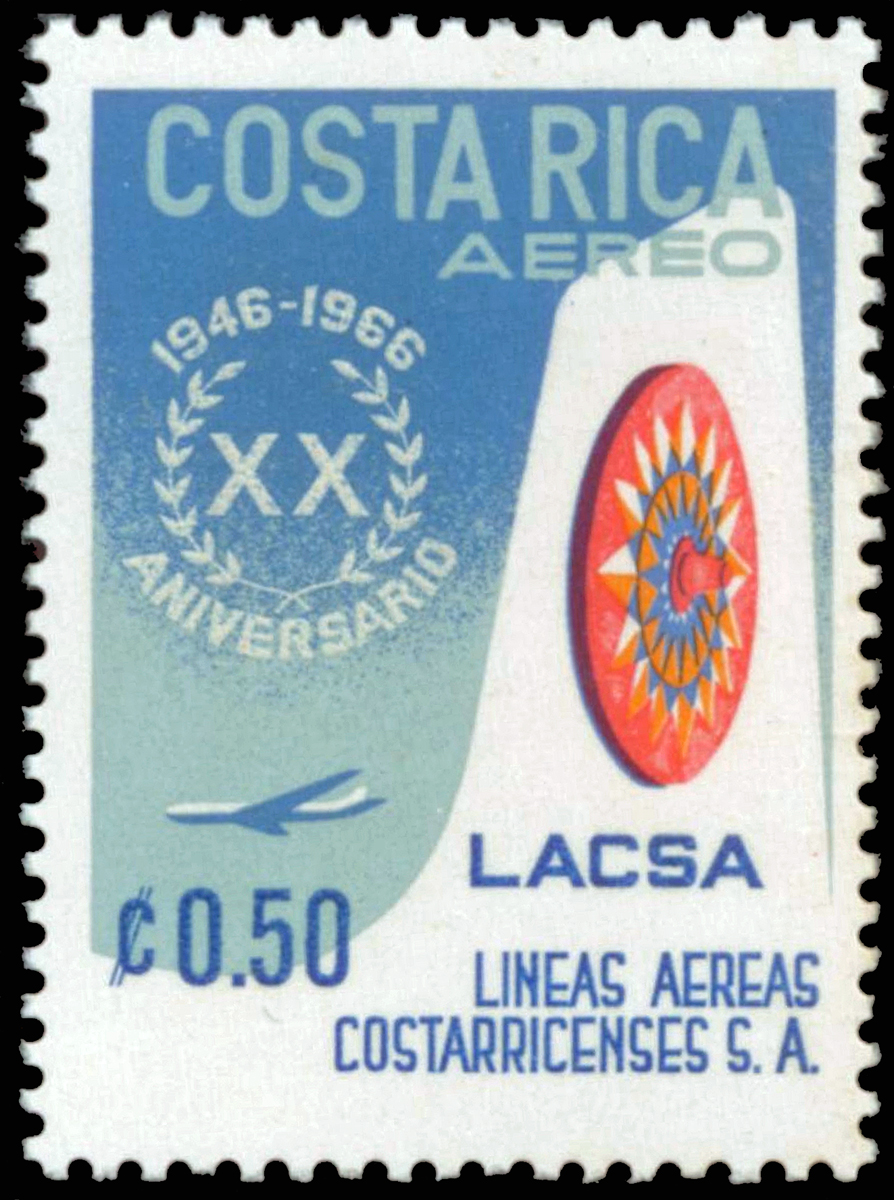
Známka 20. výročí kostarické letecké společnosti LACSA, 1967

### Telegrafické známky
V letech 1889, 1892 a 1901 byly vydány poštovní známky s nápisem Correos y Telégrafos, což znamenalo, že tyto známky byly určeny jak pro poštovní, tak telegrafické potřeby. Existují i známky z roku 1892 s přetiskem TELEGRAFO.
První série telegrafních známek s obrazem vlaku byla vydána v roce 1907 a sestávala z osmi miniatur s nominální hodnotou 5 centimo až 10 colónů. Vzhled a výroba těchto známek byly v rukou společnosti Waterlow and Sons. Známky byly vyrobeny podle skic Ronalda A. Harrisona. V roce 1927 vytiskla tato společnost opakovanou sérii těchto telegrafických známek o stejném vzhledu, ale s jinou nominální hodnotou.
Kromě výše uvedených byly v roce 1910 vydány telegrafní známky s vyobrazením parníku. Jednalo se o sérii šesti poštovních známek produkovaných ABCorp.

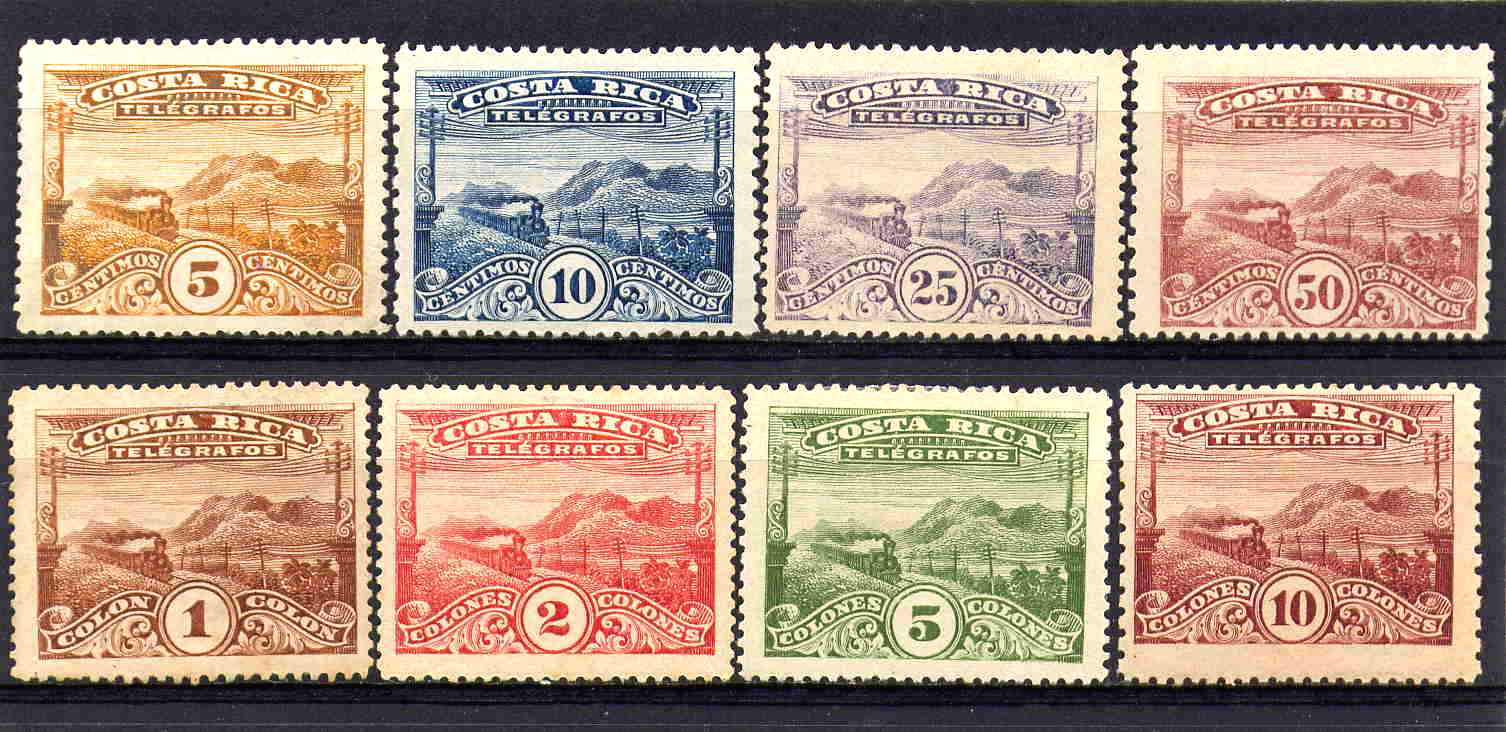
Telegrafické známky, 1907

## Filatelie v Kostarice
Sbírání známek je v Kostarice populární. Hlavní filatelistickou organizací je zde Federace filatelistických asociací Kostariky (španělsky Federación de Entitades Filatelicas de Costa Rica), která rovněž zastupuje zájmy kostarických sběratelů u Mezinárodní filatelistické federace. Pravidelně se zde konají filatelistické výstavy. V hlavním městě ve staré budově pošty v San José se nachází Poštovní a filatelistické muzeum.